# Wawrochy
Wawrochy (deutsch Wawrochen, 1938 bis 1945 Deutschheide) ist ein Dorf in der polnischen Woiwodschaft Ermland-Masuren. Es gehört zur Gmina Szczytno (Ortelsburg) im Powiat Szczycieński (Kreis Ortelsburg).

## Geographische Lage
Wawrochy liegt in der südlichen Mitte der Woiwodschaft Ermland-Masuren, acht Kilometer südöstlich der Kreisstadt Szczytno (deutsch Ortelsburg).

## Geschichte

### Ortsgeschichte
Am 30. Juni 1685 wurde das Dorf Wawrochen gegründet. Allerdings kam das Siedlungswerk nicht gut voran, und einige Bauern verließen das Dorf. Am 26. Mai 1696 wurde ein neuer Versuch gestartet, um Ansiedler anzuwerben. Gegen Ende des 18. Jahrhunderts wurden die wirtschaftlichen Verhältnisse des Dorfs als „prekär“ beschrieben. Erst in den 1920er Jahren setzte eine bemerkenswerte Aufwärtsentwicklung ein.
Am 16. Juli 1874 wurde Wawrochen Amtsdorf und damit namensgebend für einen Amtsbezirk, der – 1938 in „Amtsbezirk Deutschheide“ umbenannt – bis 1945 bestand und zum Kreis Ortelsburg im Regierungsbezirk Königsberg (ab 1905 Regierungsbezirk Allenstein) in der preußischen Provinz Ostpreußen gehörte.
Im Jahre 1910 waren in Wawrochen 433 Einwohner registriert, im Jahre 1933 waren es noch 371.
Aufgrund der Bestimmungen des Versailler Vertrags stimmte die Bevölkerung im Abstimmungsgebiet Allenstein, zu dem Wawrochen gehörte, am 11. Juli 1920 über die weitere staatliche Zugehörigkeit zu Ostpreußen (und damit zu Deutschland) oder den Anschluss an Polen ab. In Wawrochen stimmten 284 Einwohner für den Verbleib bei Ostpreußen, auf Polen entfielen 4 Stimmen.
Am 3. Juni – amtlich bestätigt am 16. Juli – 1938 wurde Wawrochen aus politisch-ideologischen Gründen der Abwehr fremdländisch scheinender Ortsnamen in „Deutschheide“ umbenannt. Die Einwohnerzahl belief sich 1939 auf noch 337.
Mit dem gesamten südlichen Ostpreußen wurde das Dorf 1945 in Kriegsfolge an Polen überstellt und erhielt die polnische Namensform „Wawrochy“. Als Sitz eines Schulzenamtes (polnisch Sołectwo) ist es heute eine Ortschaft im Verbund der Landgemeinde Szczytno (Ortelsburg) im Powiat Szczycieński (Kreis Ortelsburg), bis 1998 der Woiwodschaft Olsztyn, seither der Woiwodschaft Ermland-Masuren zugehörig. Im Jahre 2011 zählte der Ort 396 Einwohner.

### Amtsbezirk Wawrochen/Deutschheide (1874–1945)
In der Zeit seines Bestehens gehörten zum Amtsbezirk Wawrochen (Deutschheide) vier Dörfer:
| Deutscher Name | Geänderter Name 1938 bis 1945 | Polnischer Name |
| -------------- | ----------------------------- | --------------- |
| Plohsen        |                               | Płozy           |
| Prussowborrek  | (ab 1932:) Deutschheide       | Prusowy Borek   |
| Wallen         |                               | Wały            |
| Wawrochen      | Deutschheide                  | Wawrochy        |

## Kirche
Bis 1945 war Wawrochen resp. Deutschheide in die evangelische Kirche Gawrzialken (1928 bis 1945 Wilhelmsthal, polnisch Gawrzyjałki) in der Kirchenprovinz Ostpreußen der Kirche der Altpreußischen Union und außerdem in die römisch-katholische Kirche Ortelsburg im damaligen Bistum Ermland eingepfarrt.
Heute gehört Wawrochy zur evangelischen Pfarrei Szczytno in der Diözese Masuren der Evangelisch-Augsburgischen Kirche in Polen bzw. zur katholischen St.-Adalbert-Kirche Gawrzyjałki im jetzigen Erzbistum Ermland.

## Schule
Die Dorfschule in Wawrochen erhielt im Jahre 1920 einen modernen Neubau.

## Verkehr
Wawrochy liegt südlich der polnischen Landesstraße 53 (einstige deutsche Reichsstraße 134) und ist vom Abzweig Młyńsko auf einer Nebenstraße über Płozy (Plohsen) zu erreichen. Eine Anbindung an den Bahnverkehr besteht nicht.

## Persönlichkeiten

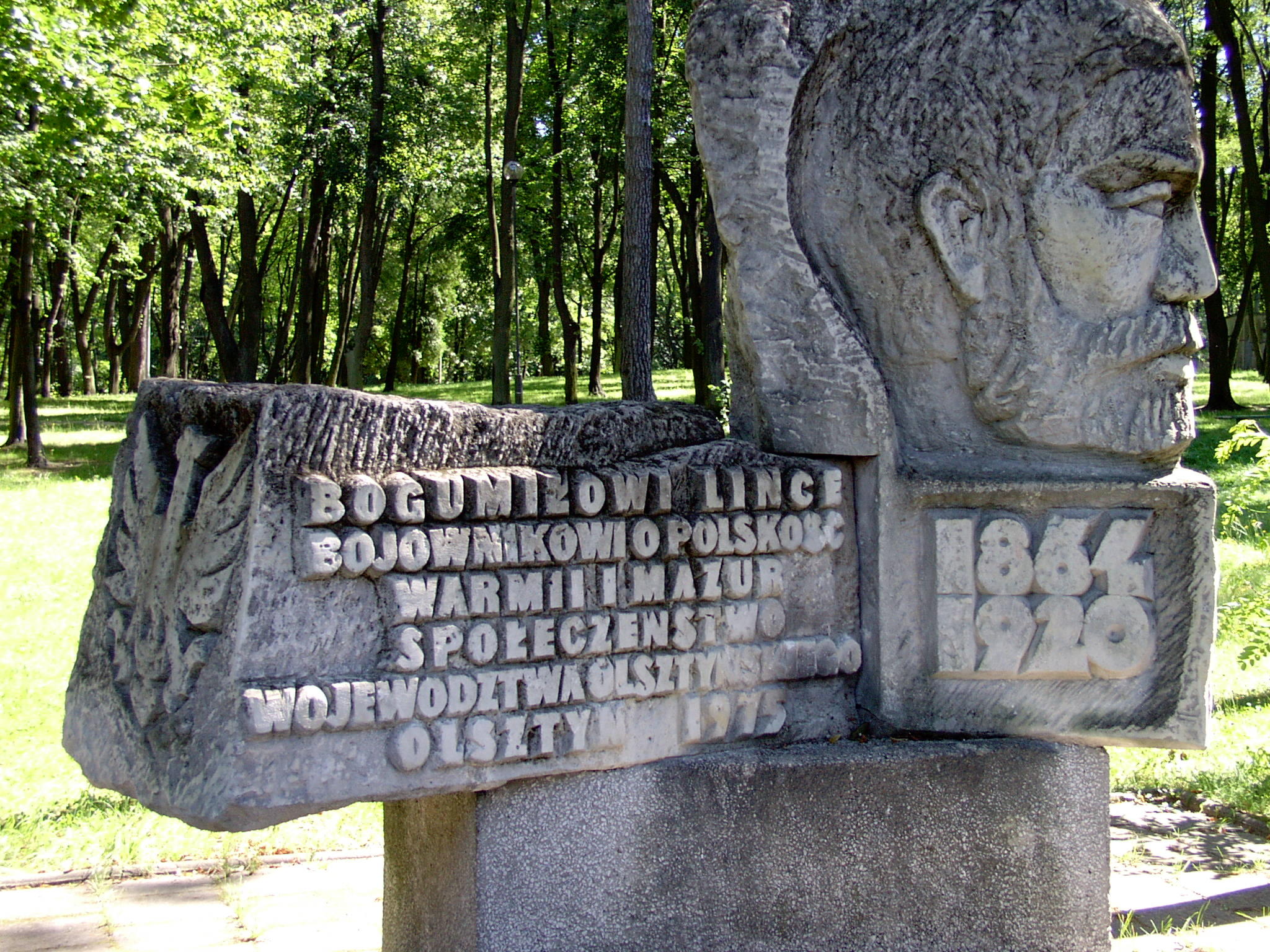
Linka-Denkmal in Olsztyn (Allenstein)

- Gottlieb (= Bogumił) Linka (1865–1920), polnisch-masurischer Sozialaktivist, lebte ab 1895 in Wawrochen